# Józef Wincenty Kruszewski
Józef Skarbek Wincenty Kruszewski (ur. 13 czerwca 1853 w Brukseli, zm. 16 listopada 1920 w Krakowie) – polski malarz, ilustrator i karykaturzysta.

## Życiorys
Był synem generała Ignacego Kruszewskiego i Eugrozyny z domu Moszczeńskiej. W 1867 rozpoczął studia w Szkole Sztuk Pięknych w pracowni Władysława Łuszczkiewicza, studiował tam z przerwami do 1876. Pobierał również lekcje u Juliusza Kossaka, a następnie wyjechał do Brukseli i uczył się u Jean-François Portaelsa. Po powrocie do Krakowa tworzył akwarele, których częstym motywem była tematyka żydowska. Ponadto był autorem obrazów ukazujących ujmowane w sposób żartobliwy sceny rodzajowe z codziennego życia miasta. Uwypuklał wady malowanych postaci celowo przesadnie charakteryzując różne typy mieszkańców Krakowa. Wiele grafik umieszczano w kalendarzach wydawanych przez oficynę Kazimierza Bartoszewicza. Rzadziej tworzył portrety i pejzaże oraz obrazy o tematyce historycznej i inspirowane literaturą np. Wesele Skrzetuskiego. Był stałym współpracownikiem wielu krakowskich redakcji, które publikowały grafiki Józefa Kruszewskiego w swoich czasopismach. Artysta ilustrował również książki m.in. „Bajki” Józefa Ignacego Kraszewskiego. Malarz często wystawiał swoje prace w krakowskim Towarzystwie Przyjaciół Sztuk Pięknych, warszawskim Towarzystwie Zachęty Sztuk Pięknych i Salonie Aleksandra Krywulta, a także we Lwowie i Tarnopolu. Był artystycznym współpracownikiem „Nowości Illustrowanych” w pierwszych latach istnienia tego tygodnika.